# Шелмердин, Синтия
Синтия Райт Шелмердин — американский лингвист-антиковед и археолог, известная своими исследованиями микенской цивилизации. Профессор в отставке (стипендия Роберта М. Армстронга) Техасского университета в Остине.

## Образование и карьера
Синтия Шелмердин выросла в Кембридже (Массачусетс), где она училась в школе Shady Hill. Получила степень бакалавра греческого языка в колледже Брин-Мор в 1970 году, затем степень бакалавра (1972) и магистра (1980) классики в Кембриджском университете. В 1977 году получила степень доктора классической филологии в Гарвардском университете. Её диссертация под руководством Эмили Вермель называлась «Позднеэлладская керамика IIIA2-IIIB из Нихории и история Мессении бронзового века»
С 1977 года до выхода на пенсию в 2008 году была преподавателем классического факультета Техасского университета в Остине. С 2008 года — профессор в отставке (стипендия Роберта М. Армстронга) в том же учреждении. В 1988 году она была профессором (стипендия Гертруды Смит) в Американской школе классических исследований в Афинах и руководила Летней сессией. В 2011 году она была приглашенным профессором (стипендия Питера Уоррена) в Бристольском университете.

## Исследовательская работа
Шелмердин получила высокую оценку за интеграцию археологических, филологических, эпиграфических и антропологических данных в исследовании Микенской цивилизации. Главным образом известна вкладом в изучение позднеэлладской керамики, а также текстов и эпиграфики линейного письма B.
В период с 1972 по 1975 год она участвовала в раскопках в Нихории, где исследовала позднеэлладскую керамику. Она также была содиректором Регионального археологического проекта в Пилосе с 1991 по 1996 год.

### Пилос
В книге «Парфюмерия Пилоса микенской эпохи» (1985) она исследовал промышленное производство в Микенах на основании табличек Линейного письма B, относящихся к производству ароматических средств. Она смогла установить места производства, а также используемые инструменты и сосуды. Её анализ включал комнату XLVII дворца в Закросе и комнаты 32 и 38 дворца в Пилосе. Парфюмерия в этих местах в основном производилась на основе оливкового масла, считалась предметами роскоши и поэтому изготавливалась централизованно под контролем (в отличие от бронзовых изделий, изготовление которых было децентрализовано). Каждый этап производственного процесса документировался писцами; действительно, у разных продуктов, по-видимому, были свои специалисты-писцы, писавшие соответствующие таблички. Шелмердин задокументировала ингредиенты, используемые в нескольких парфюмерных продуктах; в их число входили хна, кориандр, мирра, мед и «po-ni-ki-jo».
Шелмердин рассмотрела влияние микенской парфюмерии на более поздние греческие мифы, особенно на гомеровские. Микенские ароматные масла экспортировались в Саккару для использования среди египетской знати, но позже, видимо, упоминались в качестве «амброзии» богов в гомеровских гимнах.
В той же книге Шелмердин также задокументировала самые ранние известные «наркотики» в истории Греции.

### Иклайна
Шелмердин участвовала в раскопках Иклайны, второстепенного археологического памятника в районе Пилоса, в качестве специалиста по гончарному делу. Предполагается, что Иклайна была первоначально независимой единицей, но позднее была включена в состав Пилосского государства. Шелмердин исследовала изменения в варочных сосудах в период до и после подчинения Пилосу. Изучив треноги, сковородки и подставки для вертелов, она показала, что жители Иклайны претерпели некоторые изменения в своих кулинарных привычках: они сократили использование треног, разнообразие кастрюль уменьшилось, они стали более стандартизированными после того, как Иклайна потеряла свою автономию. Она предположила, что приготовление мяса частными лицами было заменено банкетами, организованными дворцовой элитой, которая контролировала распределение мяса.
Ранее считалось, что записи хранились только в дворцовых центрах микенской культуры. Для исследователей оказалось неожиданным, что в 2010 году она обнаружила и прочла на обожженной табличке несколько текстов Линейным письмом Б. В свете этого вывода пришлось переосмыслить механизмы микенского управления. Глиняная табличка датировалась периодом между 1490 и 1390 годами до нашей эры и сохранилась случайно, поскольку была обожжена пожаром. На одной стороне были надписи, включая число и какие-то неразборчивые буквы, а на другой стороне — имена разных людей с числами. Шелмердин предположила, что это был список личного состава.
Предполагается, что в Иклайне была хорошо развитая бюрократия с писцами, и, вероятно, она была административным центром, второстепенным по отношению к столичным городам. Отсюда возник вопрос о степени грамотности микенского общества, а также о том, насколько широко было распространено делопроизводство в низших эшелонах микенской бюрократии.
Находка других табличек с линейным письмом Б в Иклайне, подробно описывающих управление текстильным производством, также поколебала прежнюю уверенность в высокой централизованности управления в Микенской цивилизации. Поскольку в дворцовых центрах обнаружено мало свидетельств текстильного производства, Шелмердин предположила, что цепочка текстильного производства была более или менее распределена на низовом уровне. Некоторые производители могли вообще не взаимодействовать с дворцовыми центрами, в то время как другие могли быть полностью от них зависимы.

## Избранные работы

### Статьи
- Cynthia W. Shelmerdine (2011). The Individual and the State in Mycenaean Greece. Bulletin of the Institute of Classical Studies. 54.
- Cynthia W. Shelmerdine (1997). Review of Aegean Prehistory VI: The Palatial Bronze Age of the Central and Southern Greek Mainland. American Journal of Archaeology. 101.
- Cynthia W. Shelmerdine (1985). Pylos Tablets and Archeology. Eirene. 22.
- Cynthia W. Shelmerdine (1975). Three Homeric Papyri in the Michigan Collection. Bulletin of the American Society of Papyrologists. 12.
- Cynthia W. Shelmerdine (1969). The Pattern of Guest Welcome in the Odyssey. Classical Journal. 65.

### Книги
- The Cambridge Companion to the Aegean Bronze Age / Cynthia W. Shelmerdine. — Cambridge University, 2011. — ISBN 9780521891271.
- Cynthia W. Shelmerdine. Introduction to Greek. — Hackett, 2008. — ISBN 9781585101849.
- Cynthia W. Shelmerdine. A Guide to the Palace of Nestor / Cynthia W. Shelmerdine, J.L. Davis. — American School of Classical Studies, 2004.
- Cynthia W. Shelmerdine. The Perfume Industry of Mycenaean Pylos. — Paul Åströms Förlag, 1985.
- Cynthia W. Shelmerdine. Approaches to Homer / Cynthia W. Shelmerdine, C.A. Rubino. — University of Texas, 1983.